# Startup (organizacja)
Startup lub start-up – tymczasowa organizacja lub młode innowacyjne przedsiębiorstwo poszukujące modelu biznesowego, który zapewniłby mu zyskowny wzrost.

## Opis
Istnieje wiele definicji startupów. Najczęściej wskazywanymi cechami takich podmiotów są:
- wykorzystywanie przez nie nowoczesnych technologii, zwłaszcza informacyjno-komunikacyjnych (ang. Information and Communication Technologies, ICT),
- krótki okres działalności (najczęściej do 5 lat),
- poszukiwanie lub posiadanie powtarzalnego, skalowanego i rentownego modelu biznesowego,
- działalność w warunkach dużego ryzyka,
- dążenie do szybkiego wzrostu.

Popularnymi narzędziami wspierania rozwoju i wzrostu startupów są inkubatory i akcelatory startupów (programy akceleracyjne). Pierwszy akceleator startupów, Y Combinator, został założony w 2005 roku w Stanach Zjednoczonych.
Finansowanie rozwoju startupów odbywa się najczęściej z wykorzystaniem środków własnych ich założycieli i przychodów ze sprzedaży (bootstrapping), uzyskiwanych od aniołów biznesu oraz funduszy venture capital. Startupy mogą także pozyskiwać środki na rozwijanie działalności przez crowdfunding. Pozyskiwanie większych środków finansowych od zewnętrznych inwestorów odbywa się w wyniku kolejnych rund finansowania, które są oznaczane kolejnymi literami alfabetu („A”, „B”, „C”, itd). Kolejne rundy dzieli zwykle 12–24 miesiące. Wraz z kolejnymi rundami powinna rosnąć wycena startupu, ale nie jest to regułą. Runda finansowania, w której startup uzyskał wyższą wycenę niż w rundzie poprzedniej nazywana jest rundą wzrostową (ang. up round), jeżeli natomiast ta wycena była niższa − rundą spadkową (ang. down round).
Szybko skalujący się startup, który dopasował swój produkt do rynku (product-market fit), jest nastawiony na przekształcenie się w większe przedsiębiorstwo i szybko zwiększa przychody ze sprzedaży, jest nazywany scaleupem. Startup, który bardzo szybko umiędzynaradawia swoją działalność, to „born global”. 
Startup wyceniany na co najmniej miliard dolarów amerykańskich określany jest angielskim słowem unicorn (pol. jednorożec) (o ile pozostaje spółką prywatną, tj. kontrolowaną przez osoby fizyczne, nienotowaną na giełdzie papierów wartościowych). Startup wyceniany na co najmniej 10 miliardów dolarów amerykańskich to decacorn, a na co najmniej 100 mld dolarów amerykańskich − hectocorn.